# William Joseph Rainbow
William Joseph Rainbow (* 1856 in Yorkshire; † 21. November 1919 in Sydney) war ein australischer Arachnologe und Entomologe. Er war für seine Arbeiten über australische und pazifische Spinnen bekannt.

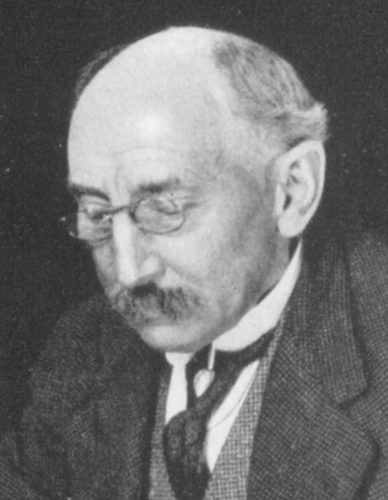
William Joseph Rainbow

## Leben
Rainbow war der Sohn eines Offiziers der Royal Marines und wuchs in verschiedenen englischen Hafenstädten und Edinburgh auf. 1873 zog er nach Neuseeland und wurde Journalist beim Wanganui Herald, geleitet vom späteren Premier John Ballance, der ihn zur Beschäftigung mit Biologie ermunterte. Ab 1883 lebte er als Journalist in Sydney (Daily Telegraph, Sydney Morning Herald, Evening News), arbeitete für das Government Printing Office und ab 1895 als Entomologe im Australian Museum.
Er war einer der Gründer der Naturalists’ Society of New South Wales und deren Präsident, war Mitglied der Linnean Society of New South Wales, war im Council der Royal Zoological Society of New South Wales, war Fellow der Entomological Society of London und der Linnean Society of London und Mitglied der Société Entomologique de France.
Er veröffentlichte rund 70 wissenschaftliche Arbeiten und erstbeschrieb rund 200 Spinnenarten.
Die Spinne Trittame rainbowi ist nach ihm benannt.
Er war seit 1883 verheiratet.

## Schriften
- A census of Australian Araneidae. Records of the Australian Museum 9, 1911, S. 107–319
- Contribution to a knowledge of the Arachnidan fauna of British New Guinea. The proceedings of the Linnean Society of New South Wales, Sidney, 23 (3), 1898, 328–356
- Contribution to a knowledge of Papuan Arachnida. Records of the Australian Museum, Sydney, 3(5), 1899, 108–118.
- Arachnida from the South Seas. The proceedings of the Linnean Society of New South Wales, Sidney, 26 (4), 1903, 521–532, pl. xxvii.
- Arachnida from the Solomon Islands. Records of the Australian Museum, Sydney, 10, 1913, 1–16.
- Scientific notes on an expedition into the northwestern regions of South Australia (h) Arachnida. Transactions of the Royal Society of South Australia, Adelaide, 39, 1915, 707–842.
- Arachnida from Lord Howe and Norfolk Islands. Records of the South Australian Museum, Adelaide, 1(3), 1920, 229–272.
- A guide to the study of Australian butterflies, T.C. Lothian, Melbourne, 1907
- Mosquitoes; their Habits and Distribution, Melbourne: Lothian 1908